# Fornmakedonska
Fornmakedonskan är ett numera utdött språk som tillhörde den indoeuropeiska språkfamiljen. Det talades under antiken i den historiska regionen Makedonien, vilket stort sett motsvarar den grekiska regionen Makedonien och den angränsande staten Nordmakedonien.  Fornmakedonska språket var en dialekt av antikens grekiska. När det dog ut, ersattes det av attisk grekiska.

## Identitet
Det är omtvistat i vilken undergrupp språket skall inplaceras. Teorier finns att språket är närbesläktat med klassisk grekiska, pelasgiska illyriska, thrakiska, frygiska eller den urindoeuropeiska roten. Språket talades i den historiska regionen Makedonien. Sin största utbredning hade det makedonska riket under fjärde århundradet f.Kr. under Filip II och Alexander den store. Det var dock inte så att alla klasser i riket använde makedonska, exempelvis ville både kung Filip II och Alexander hellenisera samhället, alltså göra det mer grekiskt. Det gjorde de bland annat genom att uppmuntra användandet av attisk grekiska i den statliga administrationen.  Språket assimilerades under den hellenistiska perioden till koinégrekiska.
Mycket av svårigheterna med klassificeringen beror på att så få skriftliga källor finns bevarade. De som finns är nedskrivna med det grekiska alfabetet. Det finns fornmakedonska orts- och personnamn bevarade i grekiska källor, från vilka man kunnat rekonstruera en del glosor.
Den brittiska historikern N.L.G Hammonds uppfattning att fornmakedonskan var en grekisk dialekt eller med grekiskan besläktat självständigt språk som talades av nordvästgrekerna är mycket omdiskuterad.
Det finns många skilda uppfattningar om språket, och källorna är ytterst torftiga. Enligt lingvisten Otto Hoffmans uppfattning kan man utifrån det bevarade materialet – i synnerhet personnamnen, men även orts- och månadsnamn – dra slutsatsen att fornmakedonskan var en grekisk dialekt. Hoffman hämtar stöd av historieberättare som Titus Livius, som säger: "Aetolierna, Arkaderna och Makedonerna, män av samma språk, är enade och splittrade av händelser som dyker upp då och då, mot utlänningar, mot barbarer, kommer de utkämpa ett evigt krig" (Ab Urbe Condita 31.29).
Lingvisten R.A. Crossland ifrågasätter denna uppfattning, då denne menar att man från de blott cirka 130 bevarade namnen och inskriptionerna inte kan dra några säkra slutsatser om ett gemensamt språk och drar slutsatsen att fornmakedonskan var ett självständigt språk. Denna uppfattning har också flera ledande lingvister och historiker av idag (C.G. Thomas, Peter Green). Det finns visserligen inskriptioner skrivna med grekiska bokstäver i Makedonien, men därav kan man enligt forskaren Eugene N. Borza inte dra slutsatsen att fornmakedonskan var grekiska.
De forntida makedonierna omnämndes av atenarna vid samma tid som barbarer, ett begrepp som i antiken i huvudsak syftade på språkliga skillnader. Av detta har dragits slutsatsen att fornmakedonskan av grekerna ej betraktades som grekiska. Å andra sidan anklagades även arkadierna (som var greker) för att vara barbarer.
Dessutom pekar ljudstrukturen i de få bevarade orden på väsentliga skillnader mot grekiska, med danos gentemot grekiska thanatos ('död').

## Några fornmakedonska ord
| Fornmakedonska          | Översättning                     | Kommentarer |
| ----------------------- | -------------------------------- | --- |
| ἄβαγνον ábagnon         | ros                              | attisk grekiska ρόδον rodon |
| ἀβρούς abroús           | ögonbryn                         | PIE *bʰrus (ögonbryn), attisk grekiska ὀφρῦς opʰrŷs (ögonbryn), äldre serbiska obrŭvŭ (ögonbryn), hindi abrū (ögonbryn) |
| ἄδραια ádraia           | fint väder, molnfri              | attisk grekiska αἰθρία aithria |
| ἄγημα ágēma             | väktare, elittrupper             | attisk grekiska ἄγημα ágēma |
| ἀγκαλίς angkalís        | en skära, också börda/tyngd/vikt | attisk grekiska ἄχθος ahthos, attisk grekiska ἀγκαλίς angkalis (armfull) |
| ἀκρουνός akrounós       | gränssten                        | attisk grekiska ἄκρος akros (ände/slut) |
| ἀλίη alíē               | gödsel                           | |
| ἄλιζα áliża             | al                               | till exempel slaviska *jelïxa (al), litauiska alksnis (al), prussiska elira, latin alnus |
| ἀμαλή amalē             | ädel                             | *am- (älska), latin amare- attisk grekiska ἀμαλή amalē |
| ἀργιόπους argiópus      | örn                              | attisk grekiska ἀργιπους argipous |
| ἀρκόν árkon             | långsamhet                       | attisk grekiska ἀργόν árgon |
| ἄσπιλος áspilos         | flöde                            | attisk grekiska ἄσπιλος |
| ἄξος áxos               | trä                              | |
| bedu                    | vatten                           | *wed-, *wod- (våt, vatten), frygiska bedu (vatten) |
| Δίος Dios               | Zeus                             | grekiska Zευς |
| δανῶν danôn             | mördare                          | |
| δανός danós             | död                              | attisk grekiska θάνατος thánatos (död) |
| ἐταῖροι hetaîroi        | vän                              | *grekiska ἑταῖρος (Plur. ἐταῖροι) hetaîros (vän) |
| γράβιον grábion         | ek                               | *grabh-, slaviska *grabü, prussiska wosigrabis |
| ἴλαξ ílax               | ek                               | grekiska ἴλαξ· ἡ πρῖνος (eken), latin ilex (ek) |
| κάναδος kánados         | käke                             | attisk grekiska γνάθοι gnathoi |
| κλινότροχον klinótrohon | lönn                             | bulgariska klen, kymriska kelyn, litauiska klevas |
| κόμβος kómbos           | kindtand                         | *gombh- (kant), ryska Czub (tand), litauiska z'ambas (vass), sanskrit jambhas (tand), attisk grekiska γομφίους gomphíous |
| Πελλα Pélla             | Pella (toponym)                  | PIE *pël (jämna), äldre svenska fala (jämna), fornslaviska póle (fält, slätt), attisk grekiska "pélla" (sten), grekiska "Apella" (församling) |
| πεζἐταῖροι pezetairoi   | fotsoldater                      | makedonska och andra slaviska språk *pesh (till fots), grekiska πεζικός/πεζός pezikos/pezos (till fots)och "εταίρος"/plural "εταίροι" (kompanjon-er eller kamrat-er, m m, dock med liknande innebörd), "πεζεταίροι" sammansättning av de grekiska orden "πεζός" (till fots)och pluralformen av "εταίρος" dvs "εταιροι" (kompanjon,-er eller kamrat,-er) |